# PARADE (Hey! Say! JUMPのアルバム)
『PARADE』（パレード）は、Hey! Say! JUMPの7枚目のオリジナルアルバム。J Stormから2019年10月30日に発売された。

## 概要
- 前作『SENSE or LOVE』から約1年2ヶ月ぶり及び令和時代に発売された初のアルバムである。

- 初回限定盤1・2、通常盤の3形態での発売となり、それぞれ収録内容・ジャケット写真ともに異なる。

- 本作は、“夢”と“妖かし”をテーマにした作品である。

- 初回限定盤には「COSMIC☆HUMAN」「Lucky-Unlucky」「愛だけがすべて -What do you want?-」「ファンファーレ!」(ただし、「COSMIC☆HUMAN」は岡本圭人活動前最後のシングルとなり9人体制で収録されているが、24th2曲目である山田涼介のソロシングル「Oh! my darling」は収録されていない)といったシングル曲を含む計14曲を収録。

- 初回限定盤1には、本作のリードトラックである収録曲「獣と薔薇」のビデオ・クリップ & メイキング、Vocal Recordingを収録。

- 初回限定盤2には、本作のリードトラックである収録曲「パレードが始まる」のビデオ・クリップ & メイキング、Vocal Recordingを収録。[1]

- 通常盤には、ミニドラマ付きのボーナストラック「ぷぅのうた」などを加えた計16曲を収録。

## 予約先着特典

### 通常盤
1. オリジナル・クリアファイル

## 封入特典

### 初回限定盤1
1. 歌詞フォトブックレット(44P) ※特殊パッケージ(透明スリープ+デジパック)仕様

### 初回限定盤2
1. 5面10P歌詞リーフレット
2. 〝ケモパレ”ポートレート ※特殊パッケージ(紙スリープ+デジパック)仕様

### 通常盤
1. 折りポスター型歌詞ブックレット(16P)

## 収録曲

### CD
※は通常盤のみ収録。
1. ミラクルワンダーマジック
作詞・作曲・編曲：2004
2. ファンファーレ!
作詞：辻村有記、作曲・編曲：辻村有記, 伊藤賢
  - 25thシングル
  - 山田涼介主演 テレビ朝日金曜ナイトドラマ「セミオトコ」主題歌
  - テレビ朝日系『2019年世界体操競技選手権』エンディングテーマ
3. 獣と薔薇
作詞・作曲：SAKRA、編曲：遠藤ナオキ
  - 本作のリードトラック
4. COSMIC☆HUMAN
作詞：Trevor Ingram, May Wonder、作曲：SAMDELL, Trevor Ingram、編曲：遠藤ナオキ
  - 23rdシングル
  - 伊野尾慧主演 日本テレビシンドラ「トーキョーエイリアンブラザーズ」主題歌
5. はな壱もんめ
作詞：音羽志保、作曲：Kazumi Mitome、編曲：南田健吾
6. UTAGE Tonight
作詞・作曲：Furuse Kai、編曲：佐々木博史
7. 「I」
作詞：Atsushi Shimada、作曲：Andreas Oberg, Hani Alwani, Maria Marcus、編曲：Maria Marcus, 久保田真悟(Jazzin'park)
8. 愛だけがすべて -What do you want?-
作詞：May Wonder、作曲：TAKAROT, Dr.Hardcastle、編曲：遠藤ナオキ
  - DVDシングル
  - 伊野尾慧出演 テレビ朝日金曜ナイトドラマ「家政夫のミタゾノ」主題歌
9. Zombie Step
作詞：TATSUNE、作曲・編曲：原一博
10. Lucky-Unlucky
作詞：Kazumi Mitome, MICO#、作曲：Kazumi Mitome、編曲：Aaltostratus
  - 24thシングル
  - 知念侑李主演 日本テレビシンドラ「頭に来てもアホとは戦うな!」主題歌
11. Love Equation
作詞：草川瞬、作曲：川口進, Atsushi Shimada, 草川瞬、編曲：南田健吾
12. アイノユウヒ
作詞：Furuse Kai、作曲：Dr.Hardcastle, Furuse Kai、編曲：石塚知生
13. CALL & PRAY
作詞：澤野弘之, Benjamin & mpi、作曲・編曲：澤野弘之
14. パレードが始まる
作詞：辻村有記、作曲：辻村有記, 伊藤賢、編曲：辻村有記, 伊藤賢, 遠藤ナオキ, 吉村隆行
  - 本作のリードトラック
15. ぷぅのうた※
作詞：ケリー、作曲：Christofer Erixon, Josef Melin、編曲：Josef Melin, 遠藤ナオキ
16. パレードは終わらない ‐Life is an Adventure‐※
作詞：辻村有記、作曲・編曲：辻村有記, 伊藤賢
曲終了後にシークレットトラック「め」を収録。

### DVD

#### 初回限定盤1
1. 「獣と薔薇」ビデオ・クリップ&メイキング
2. 「獣と薔薇」Vocal Recording

#### 初回限定盤2
1. 「パレードが始まる」ビデオ・クリップ&メイキング
2. 「パレードが始まる」Vocal Recording